# Peugeot 204
O 204 é um modelo compacto da Peugeot, fabricado nos anos 1965 a 1976 na França, vendeu mais de 1 milhão de unidades. Foi a partir deste modelo que a marca quebrou a tradição de lançar apenas um carro por vez, e no mesmo dia apresentou o Peugeot 404.

## Historia
No ano de 1960 a Peugeot deu inicio ao estudo do 204, foi requisitado ao estúdio Pininfarina Para realizar o trabalho de design porem a maior parte do trabalho foi realizado pelo escritório de design Garenne-Colombes sobre a supervisão de Paul Bouvot o que resultou de um Sedan com motor transversal de  cilindros com tração dianteira inédita na Peugeot, o carro tina 900 KG de peso.
O carro foi apresentado ao publico em  23 de abril de 1965 no Palais des Sports em Paris ao lado do Peugeot 404, alguns meses depois chega a versão Furgão, em Setembro de 1966 é lançado o Cupê e o conversível, e o modelo Van, o motor a Diesel só chegou em 1967 inicialmente somente para o modelo Van, em 1969 a familia Peugeot cresce com o então 304 derivado do 204, o motor Diesel só chega no Sedan em Setembro de 1974.
O 204 foi um sucesso, permitindo a Peugeot em 1971 se estabelecer no segundo lugar das fabricantes Francesas, pelo terceiro ano consecutivo, 1969, 1970, 1971.
O 204 saiu de linha em 1976 com 1.604.296 unidades produzidas.